# Sheepy Magna
Sheepy Magna – wieś w Anglii, w Leicestershire, w dystrykcie Hinckley and Bosworth, w civil parish Sheepy. W 2015 miejscowość liczyła 825 mieszkańców. W 1931 roku civil parish liczyła 448 mieszkańców. Sheepy Magna jest wspomniana w Domesday Book (1086) jako Scepa.